# Joaquim Inácio de Siqueira Bulcão
Joaquim Inácio de Siqueira Bulcão, primeiro barão com grandeza de São Francisco (São Francisco do Conde, 14 de junho de 1768 – 25 de maio de 1829), foi um agricultor, militar e político brasileiro.

## Biografia
Casou-se com Joaquina Pires de Siqueira Bulcão, filha de José Pires de Carvalho e Albuquerque.
Era proprietário de vários engenhos de açúcar e plantações de tabaco junto com seu sogro. Segundo algumas fontes, teria apoiado a Conjuração Baiana. 
Foi capitão-mor da Vila de São Francisco, onde foi artífice político da proclamação da Independência do Brasil na Bahia, em 13 de junho de 1822, lançou uma proclamação concitando os baianos a aclamar a regência de D. Pedro I, simultaneamente, em todas as vilas no dia 29 de junho. Durante o movimento acolheu e sustentou os emigrados da capital, arregimentando-os e armando-os para a Independência da Bahia.
Depois foi membro da junta de governo instalada após a saída das tropas portuguesas da Bahia, junto com Francisco Elesbão Pires de Carvalho e Albuquerque e José Joaquim Muniz Barreto de Aragão.
Foi agraciado barão em 1.º de dezembro de 1824.